# 陶荒田神社
陶荒田神社（すえあらたじんじゃ）は、大阪府堺市中区上之に所在する神社で、和泉国大鳥郡の式内社。
須恵器（日本の陶器の祖）の発祥地に鎮座しており、別名、陶器大宮と呼ばれている。陶器のえびす様として有名で、1月の初戎祭には、技術・製造業・商売にかかわる業者達でにぎわう神社である。

## 祭神
- 高魂命、劔根命（つるぎねのみこと）、八重事代主命、菅原道真公
- 摂社
  - 戎殿 「八重事代主命」
  - 弁天社 「市杵嶋姫命」
  - 山田神社 「活玉依姫命」 （太田田根子命）
  - 太田神社 「太田々弥古命」 （太田田根子の母）
  - 玉の緒神社 「天御中主命」

## 由緒
崇神8年（紀元前90年）、崇神天皇により陶邑の大田の森（現在地）に住む太田田根子が神主として選ばれた。彼の祖霊を祀る目的で創建された神社が、当神社である。創建年は崇神8年前後であろうとされている。
当時大規模な疫病がはやり、国土が荒廃した。ある夜、大物主の神が崇神天皇の夢枕に立ち、太田田根子を神主に立てて自分を祀るなら、病を治めようと告げた。天皇は、茅渟県陶邑（ちぬのあがたすえむら）に太田田根子を探しあて、奈良の三輪山の神主として選び、大物主神を祀らせた。
名前の由来は、同じ陶邑の大田の森に住む「荒田直」（あれたのあたひ）にあやかってつけられた。荒田直は祭神である高魂命の直系の子孫だったとされている。